# 贝加特罗伊特
贝加特罗伊特是德国巴登-符腾堡州的一个市镇。总面积23.16平方公里，总人口3149人，其中男性1611人，女性1538人（2011年12月31日），人口密度136人/平方公里。